# Albert Wehrer
Albert Wehrer (Luxemburg-Stad, 30 januari 1895 - Luxemburg-Stad, 31 oktober 1967) was een Luxemburgs diplomaat.

## Opleiding en vroege carrière
Albert Wehrer studeerde rechten in Genève, Luik en Straatsburg. Sinds 1926 was hij werkzaam als jurist bij het ministerie van Buitenlandse Zaken van het Groothertogdom Luxemburg. Kort daarna trad hij in diplomatieke dienst en vertegenwoordigde Luxemburg bij de Volkenbond. In 1938 werd hij secretaris-generaal van de Luxemburgse regering.

## Tweede Wereldoorlog
Op 10 mei 1940 viel nazi-Duitsland het Groothertogdom Luxemburg binnen. Alvorens de regering uitweek naar Frankrijk benoemde men Albert Wehrer tot voorzitter van de Regeringscommissie. Wehrer moest in die functie de belangen van Luxemburg verdedigen. De Duitse bezetter ontbond op 22 oktober 1940 de Regeringscommissie en Wehrer werd gevangengenomen en naar Duitsland gebracht waar hij werd geïnterneerd. Hierna werd Luxemburg de facto geannexeerd. In Duitsland onderhield Wehrer contacten met Duitse verzetsstrijders als Carl Friedrich Goerdeler, de Oberbürgermeister van Leipzig, die deelnam aan het complot dat leidde tot de mislukte aanslag op Hitler op 20 juli 1944.

## Carrière na de Tweede Wereldoorlog
Albert Wehrer werd na de Tweede Wereldoorlog chef van de Luxemburgse Militaire Commissie (met de rang van kolonel) bij de Geallieerde Controlecommissie in Berlijn. Nadien werd hij Luxemburgs gezant te Bonn (1949), aansluitend was hij ambassadeur in Parijs. In die laatste functie was hij betrokken bij de onderhandelingen die leidden tot de oprichting van de Europese Gemeenschap van Kolen en Staal. Na de vestiging van het uitvoerende bestuur van de EGKS in Lucemburg-Stad, trad Albert Wehrer toe tot dit orgaan (10 augustus 1952). Hij bleef lid van het uitvoerende bestuur van de EGKS tot zijn dood in 1967.
Albert Wehrer overleed op 72-jarige leeftijd in Luxemburg-Stad.
Albert Wehrer was niet aangesloten bij een partij, maar hij was wel een liberaal. Dankzij zijn vriendelijke en openhartige karakter sloot hij vriendschap met veel mensen. Tijdens zijn tijd als ambassadeur in Parijs sloot hij vriendschap met de pauselijke nuntius, Angelo Giuseppe Roncalli, de latere paus Johannes XIII, die ook deken van het Corps Diplomatique was. Later, na Wehrers terugkeer naar Luxemburg, bezocht Roncalli hem aldaar.

## Onderscheidingen
- Großes Bundesverdienstkreuz der Bundesrepublik Deutschland
- Großes Bundesverdienstkreuz Österreichs
- Chevalier Ordre national de la Légion d'honneur

## Trivia
- In Luxemburg-Stad is een straat naar Albert Wehrer genoemd.

## Verwijzingen
1. ↑  En vandaaruit naar Canada
2. ↑  Tatsachen aus der Geschichte des Luxemburger Landes, door: Dr. P.J. Muller (1968), blz. 391
3. ↑  Tatsachen aus der Geschichte des Luxemburger Landes, door: Dr. P.J. Muller (1968), blz. 429

- Gemeinsame Normdatei: 1074200470
- International Standard Name Identifier: 0000 0000 5032 0337
- Library of Congress Control Number: no90020807
- Nederlandse Thesaurus van Auteursnamen: 395126223
- Système universitaire de documentation: 127437320
- Virtual International Authority File: 2028413
- WorldCat: E39PBJvxrj6pVjJ636MJHGttKd